# Bosc de Moragas
El Bosc de Moragas és una masia neoclàssica de Valls (Alt Camp) catalogada com a bé cultural d'interès local. Forma part del conjunt de les Masies dels Boscos.

## Història
Els Moragas eren una família de notables de Valls que es va originar amb Francesc Moragas,
ciutadà honrat de Barcelona, casat amb Caterina Moxó, matrimoni citat en els capítols matrimonials entre llur fill Francesc Moragas i Moxó i Francesca Torner i Tranyat el 24 d'agost del 1700 a Valls.
El 30 de setembre del 1801, el seu besnet, el fabricant de llanes i perxer Josep Moragas i Lleonart (casat amb Rosa Dot i Prat) i el seu fill Fidel Moragas i Dot, compraren una peça de terres amb avellaners i vinya, a la partida del Bosc, a Francesc Serra Ferrer, pagès de Masmolets.
Segons un document escrit pel seu net Fidel de Moragas i Rodés, la casa va ser construïda el 1805. La capella va ser consagrada el dia de Sant Jaume de 1806 i va ser construïda pel mateix mestre d'obres de la casa, Pau Forès.
L'última propietària hereditària del va ser Maria de Moragas i Balle. Als voltants del 1965, Josep Gramunt i Subiela va adquirir la casa i el jardí a nom de la seva esposa Dolors de Moragas i de Balle.

## Edifici
L'estructura de la casa amb pati central està més influïda per les viles italianes que per tipologies locals d'origen rural. De planta rectangular, es compon de planta noble i golfes. Es tracta d'un edifici molt equilibrat. La façana principal s'orienta, com quasi totes les de l'entorn, al sud. La porta d'accés a la casa té uns muntants i un arc de mig punt, tots de pedra, emmarcats tots plegats per sengles columnes d'ordre corinti amb el capitell de fulles d'acant i els caulioles; seguint l'arquitrau, el fris amb diversos elements escultòrics.
Les dues finestres de cadascun dels laterals dels baixos coincideixen amb les de la planta superior. La simetria és total, encara que hem de fer constar que al lateral de llevant hi ha un edifici adossat, la capella, que té una porta central d'arc de mig punt emmarcada per un frontó trencat amb una obertura circular al mig. A la façana de ponent i als baixos hi ha quatre finestres enreixades i de forma rectangular i una, més petita, quadrada; en canvi, a la segona planta, només hi ha tres finestres. A la part superior i al lateral, el de sud-oest, observem un rellotge de sol. En aquest mateix indret, segons un dibuix de l'època, hi havia una construcció volada en forma de torreta amb espitlleres. A cada cantonada, al vèrtex, hi ha fanals que dona un toc de certa distinció al conjunt arquitectònic.
Al primer pis, sobresurten quatre finestres rectangulars amb ampit i amb dues petites cartel·les de fulles d'acant. El límit de l'edifici el forma una cornisa de doble motllura. El conjunt apareix arrebossat i pintat de color blanc. Al cim del carener s'hi troba un petit campanar amb espadanya, detall que només es percep quan hom baixa precisament de la masia de Can Peixets. Originàriament. la casa estava rematada per una torratxa-mirador avui dia desapareguda.

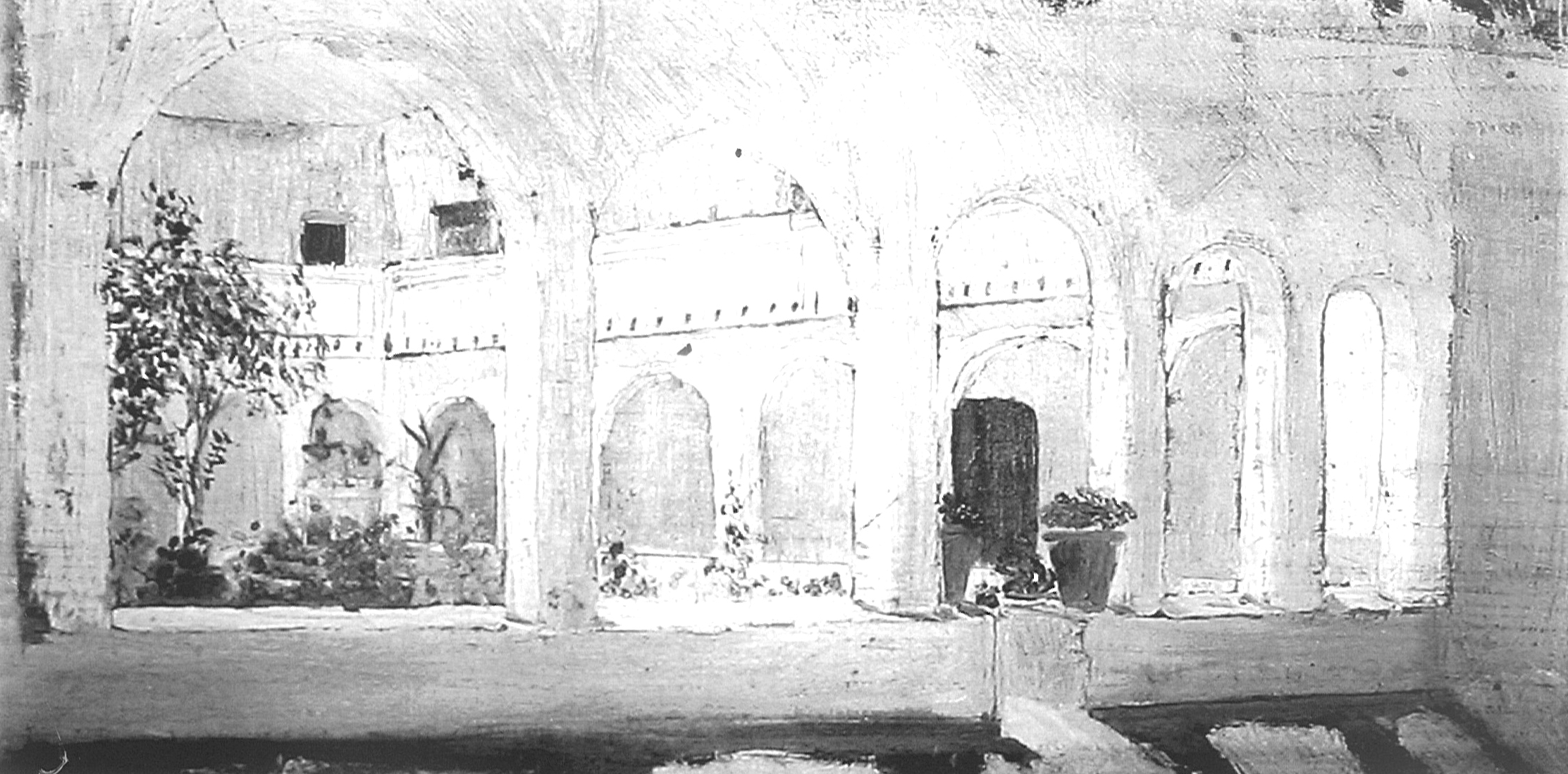
Claustre

El pati interior o claustre, d'estil italià o colonial, conforma tres ales amb idèntica profunditat, mentre que l'ala de la façana principal és més profunda. La coberta és a quatre aigües en el conjunt de l'edifici, tot i que cadascuna de les ales es cobreix a una sola aigua amb pendent cap a les façanes. Les ales sud i oest estaven destinades a estances i dormitoris, mentre que l'ala est es destinava a les quadres i l'ala nord a cuina i cellers. La primera planta, en forma de golfes, es dedicava a emmagatzemant de gra i aliments. En Fidel de Moragas i Rodes hi va instal·lar el seu laboratori fotogràfic. Modernament les golfes s'han habilitat com espais d'habitatge. L'entrada principal la forma una gran sala amb volta de canó a la manera de les antigues masies catalanes. Les parets són de maçoneria de pedra licorella local amb morter de fang i calç. Excepte la sala central d'entrada, els sostres estan construïts amb bigueria de corrons de fusta, i revoltons de morter de calç a la planta baixa i amb enllatat de fusta i rajola a la coberta.
El pati està envoltat per arcs de mig punt suportats per columnes circulars construïts amb peça ceràmica rodona. A la primera planta el claustre es transforma en terrassa. L'estructura del claustre va ser completament restaurada el 1940, després de ser molt malmès durant la guerra civil. El sostre de bigues de fusta, enllatat de fusta i rajoles va ser substituït per biguetes de formigó i voltes de rajola fina. Es va modificar també la barana de la terrassa superior. Existeix una gran documentació fotogràfica de la casa en els arxius de Fidel de Moragas i Rodes gran interessat per la fotografia. A finals del segle passat encara s'apreciaven les traces del laboratori fotogràfic en el racó sud-oest de les golfes.

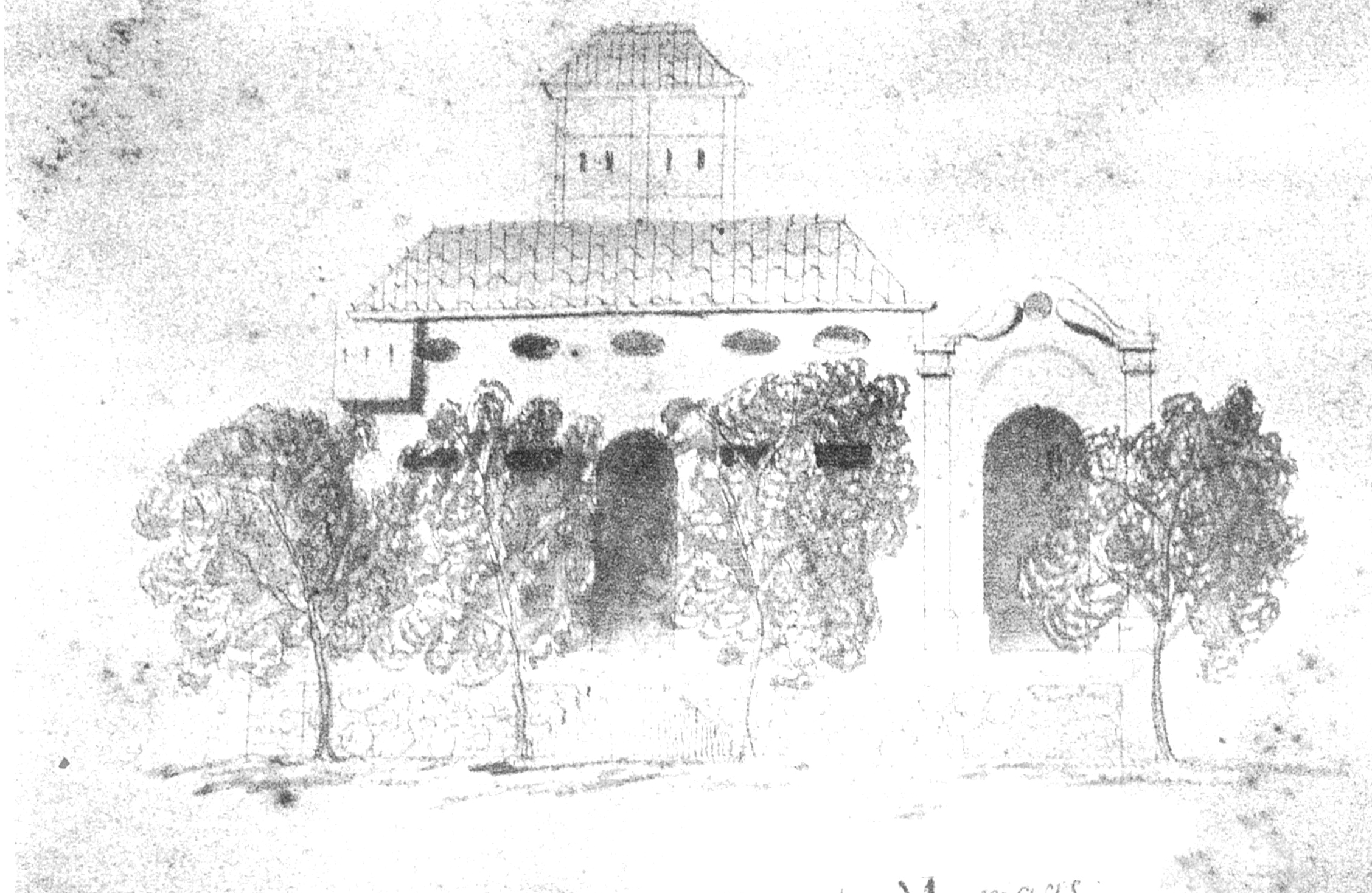
Façana

És interessant la descripció que en fa Narcís Oller i de Moragas:
| « | Confrontant ab el que fou nostre [Bosc Oller], hi té la familia Moragas el sèu, el més gran y cómodo de tots. Fet a l'estil de les cases andaluces, es un gran dau buydat al mitj per espayós claustre y jardinet, qu’un brollador referesca i omple de poétiques ramors. Les habitacions hi donen y, com per altra banda miren al camp, reben així doble llum y ayre. Totes aquestes habitacions son espayoses y á peu plá, de manera que l'’unich pis superior serveix principalment de golfes pera guardar hi provisionalment els fruyts de l'hisenda y, una part, per allotjament del bosquer, que hi viu tot l'any, y de les cullidores d'avellanes y vermadors quan se fá cullita. Un costat del dau està reservat á cotxeria y estable, un altre á celler y magatzems, y, adicionades al angle dret del dvanter d'honor hi há la capella; oratori públich ahont acuden, durant l'estiu, munió de gent dels voltants per’onre missa. | » |

## Capella
Té una façana clàssica de gran simplicitat amb pilastres i frontó que emmarquen la porta en arc de mig punt amb un òcul a la part superior i un remat de coberta amb frontó corbat. L'interior té una decoració senzilla amb paraments enguixats i pintures que imiten el marbre i la fusta. L'altar té una petita fornícula emmarcada per columnes i capitells, que acull una imatge de la Verge Maria (la Mare de Déu de la Presentació o de la Candela). L'actual és una còpia exacta de l'original cremada durant la guerra civil, realitzada el 1940 per l'escultor Joan Matamala i Flotats.
El frontis superior hi ha una imatge en alt relleu de Sant Jaume de guix policromat, obra de l'escultor local Peremateu (Joan Baptista Mateu). Sant Jaume corresponia a Jaume Dot, pare de Rosa Dot i Prats. Malauradament, el 1972 van desaparèixer dues imatges laterals del mateix escultor que representaven a Sant Josep i Sant Fidel, patrons de la família. A la part posterior de la capella hi ha una petita sagristia que té interès per la volta d'aresta. La històrica devoció familiar a la Mare de Déu es traduí en la creació d'uns goigs a la Verge del Bosc, amb lletra de J.M. Lopez Picó i música de Mn. Francesc Balldelló.